# Меркер, Гюнтер
Гю́нтер Ме́ркер (нем. Günther Märker) — австрийский кёрлингист.
В составе мужской сборной Австрии участник двух чемпионатов мира (лучший результат — девятое место в 1983). Трёхкратный чемпион Австрии среди мужчин.
Играл в основном на позиции четвёртого, несколько сезонов был скипом команды.

## Достижения
- Чемпионат Австрии по кёрлингу среди мужчин: золото (1983, 1984, 1998), серебро (1985, 1993), бронза (1982, 1994, 1995, 1996).

## Команды
| Сезон   | Четвёртый     | Третий         | Второй               | Первый             | Запасной                                | Турниры                       |
| ------- | ------------- | -------------- | -------------------- | ------------------ | --------------------------------------- | ----------------------------- |
| 1981—82 | Гюнтер Меркер | Herbert Dalik  | Adolf Bachler        | Walter Rossi       |                                         | ЧАМ 1982                      |
| 1982—83 | Артур Фаби    | Гюнтер Меркер  | Манфред Фаби         | Дитер Кюхенмайстер |                                         | ЧАМ 1983 · ЧМ 1983 (9 место)  |
| 1983—84 | Гюнтер Меркер | Роланд Куделка | Гюнтер Мохни         | Эрнст Эггер        | Jakob Küchl (ЧАМ), Гюнтер Хуммельт (ЧМ) | ЧАМ 1984 · ЧМ 1984 (10 место) |
| 1984—85 | Гюнтер Меркер | Joachim Märker | Rupert Holzer        | Roland Keuschnigg  |                                         | ЧАМ 1985                      |
| 1992—93 | Гюнтер Меркер | Joachim Märker | Mario Schipflinger   | Markus Nothegger   | Вернер Ванкер                           | ЧАМ 1993                      |
| 1993—94 | Гюнтер Меркер | Joachim Märker | Markus Neumayr       | Markus Nothegger   |                                         | ЧАМ 1994                      |
| 1994—95 | Гюнтер Меркер | Вернер Ванкер  | Oswald Hopfensberger | Martin Schweigl    |                                         | ЧАМ 1995                      |
| 1995—96 | Гюнтер Меркер | Joachim Märker | Oswald Hopfensberger | Вернер Ванкер      |                                         | ЧАМ 1996                      |
| 1997—98 | Гюнтер Меркер | Joachim Märker | Oswald Hopfensberger | Вернер Ванкер      |                                         | ЧАМ 1998                      |

(скипы выделены полужирным шрифтом)